# Szymon Tatar (starszy)

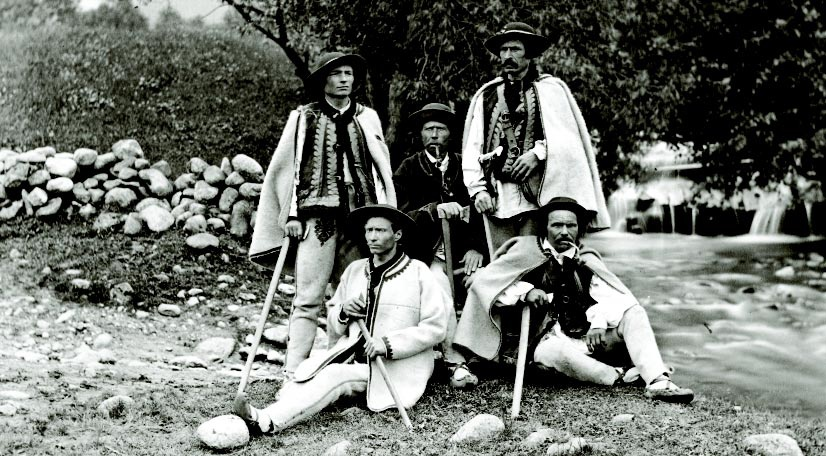
Przewodnicy tatrzańscy ok. 1877 r., – od lewej Wojciech Roj, Jędrzej Wala młodszy, Jędrzej Wala starszy, Szymon Tatar i Maciej Sieczka

Szymon Tatar starszy, znany także jako Szymek Czarny (ur. 1828 lub 1832 w Zakopanem, zm. 13 czerwca 1913 tamże) – przewodnik tatrzański, bratanek Tomasza Tatara, stryj Szymona Tatara młodszego i Józefa Tatara.
Tatry poznał jako kłusownik, podobnie jak Maciej Sieczka i Jędrzej Wala. W 1860 dokonał pierwszego odnotowanego przejścia przez Kozią Przełęcz, 15 lat później wprowadził tam pierwszych turystów. Był jednym z głównych przewodników księdza Józefa Stolarczyka, Tytusa Chałubińskiego oraz Józefa Rostafińskiego. Prowadząc turystów, dokonał wiele wybitnych przejść. W 1867 poprowadził ks. Stolarczyka na Baranie Rogi (pierwsze wejście) oraz na Lodowy Szczyt (pierwsze polskie wejście), zaś w 1874 na Gerlach. Z Chałubińskim wszedł na Gerlach, Wysoką oraz Lodowy Szczyt (pierwsze wejście zachodnią ścianą).
Tatar znany był z umiejętności przewodnickich, inteligencji i znajomości tatrzańskiej topografii. Ceniono go również za pogodę ducha i charakterystyczne poczucie humoru. Po roku 1890 zaprzestał przewodnictwa i zamieszkał na Skibówkach. Zajmował się rzeźbieniem drewnianych łyżników i wyrobem góralskich spinek. Pod koniec życia nie mógł się odnaleźć w czasach, w których zawód przewodnika tatrzańskiego przestawał być potrzebny. Zmarł w wieku 85 lat i został pochowany na Nowym Cmentarzu przy ulicy Nowotarskiej w Zakopanem (kw. K4-5-6).

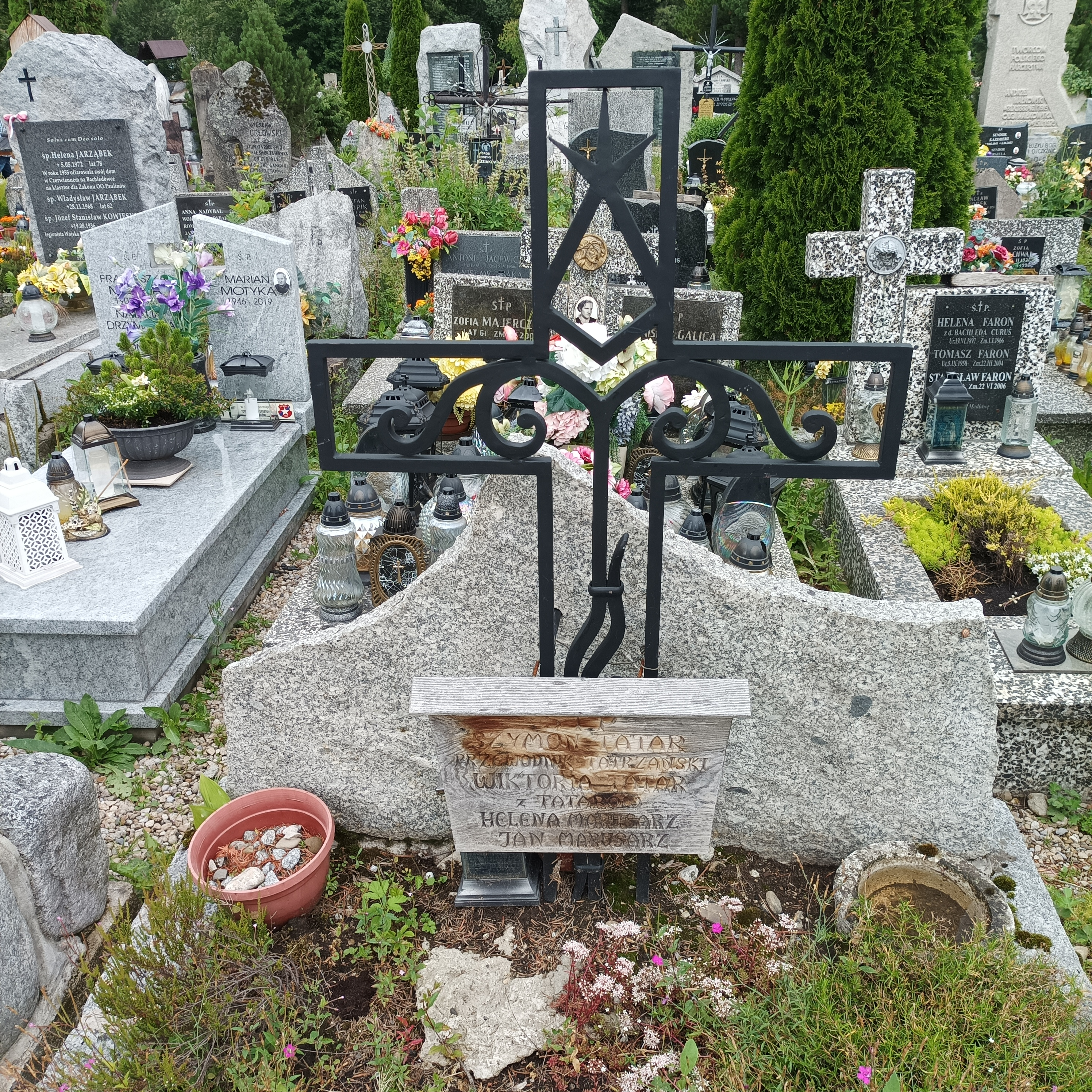
Grób Szymona Tatara na Nowym Cmentarzu w Zakopanem

Przewodnikami byli także jego bratankowie (synowie Jana Tatara): Szymon Tatar młodszy i Józef Tatar.
Kazimierz Przerwa-Tetmajer poświęcił Szymonowi Tatarowi wiersz Ostatni. Kilkakrotnie malował go i rysował Walery Eljasz, m.in. na obrazie Przewodnik tatrzański w drodze na Polski Grzebień (1878). Kilka wersji jego portretu wykonał Leon Wyczółkowski, a popiersie przewodnika z mosiądzu autorstwa Felicji Modrzejewskiej znajduje się w Muzeum Narodowym w Krakowie.